# Florence Nightingale Instituut
Het Florence Nightingale Instituut (FNI) is het Nederlandse kenniscentrum voor de geschiedenis van de verpleging en verzorging. De door het instituut verzamelde informatie wordt beschikbaar gesteld voor onderzoek en educatie via de website van het instituut. De informatie bestaat bijvoorbeeld uit teksten, beelden en objecten. Het instituut heeft geen bezoekadres.
De naam Florence Nightingale is gekozen als eerbetoon aan de gelijknamige Britse verpleegster die algemeen wordt beschouwd als de grondlegster van de moderne verpleegkunde.